# 地球監獄論
地球監獄論是一個假說，指出地球可能是宇宙中的一個監獄。該假說認為，地球是由外星人或外星智慧文明，創立的監獄，目的是囚禁在宇宙中犯了罪的靈魂，並希望他們在地球中學習悔改。
在相信月球上有外星人存在的大前提下，美國人艾利斯·席瓦爾（Ellis Silver）提出了「人類並非來自地球」之說，他指出人類許多不適應地球的生態特徵，例如地球重力會令人感到不適，不能持續在陽光下曝曬等，他相信人類祖先其實是從其他星體，被流放到地球，而地球的重力，加上外太空沒有氧氣，令人類只能留在地球，仿如一個巨型監獄，外星人則在月球監視人類，讓人類在地球上為掠奪資源而自相殘殺。不過艾利斯的說法沒有實證，只能留待未來人類科技進步後加以探索。
另外有人認為，地球上的許多的文明建築跟地球監獄論有關，例如金字塔，有人認為金字塔可能就是由剛被流放到地球的外星人所建造出來的建築，他們認為剛被流放到地球的外星人還有高度發展的建築技術。